# Spanish Valley
Spanish Valley és una concentració de població designada pel cens dels Estats Units a l'estat de Utah. Segons el cens del 2000 tenia 181 habitants.

## Demografia
Segons el cens del 2000, Spanish Valley tenia 181 habitants, 74 habitatges, i 54 famílies. La densitat de població era de 4,9 habitants per km².
Dels 74 habitatges en un 29,7% hi vivien nens de menys de 18 anys, en un 63,5% hi vivien parelles casades, en un 8,1% dones solteres, i en un 27% no eren unitats familiars. En el 24,3% dels habitatges hi vivien persones soles el 5,4% de les quals corresponia a persones de 65 anys o més que vivien soles. El nombre mitjà de persones vivint en cada habitatge era de 2,45 i el nombre mitjà de persones que vivien en cada família era de 2,85.
Per edats la població es repartia de la següent manera: un 25,4% tenia menys de 18 anys, un 5% entre 18 i 24, un 30,9% entre 25 i 44, un 27,1% de 45 a 60 i un 11,6% 65 anys o més.
L'edat mediana era de 38 anys. Per cada 100 dones de 18 o més anys hi havia 114,3 homes.
La renda mediana per habitatge era de 50.208 $ i la renda mediana per família de 51.250 $. Els homes tenien una renda mediana de 42.083 $ mentre que les dones 26.250 $. La renda per capita de la població era de 21.891 $. Cap de les famílies i el 2,8% de la població estaven per davall del llindar de pobresa.

## Poblacions més properes
El següent diagrama mostra les poblacions més properes.